# Чарлі Карвер
Ча́рлі Ка́рвер (англ. Charlie Carver, повне ім'я: Ча́рльз Ка́рвер Ма́ртенсен (англ. Charles Carver Martensen); нар. 31 липня 1988, Сан-Франциско, Каліфорнія, США) — американський актор.

## Біографія
Чарлі Карвер народився 31 липня 1988 в Сан-Франциско, Каліфорнія, США. Його батько, Роберт Мартенсен, — лікар і письменник, мати Енн — громадський діяч. У ранньому віці разом з батьками переїхав у маленьке містечко в долині Напа (англ. Napa Valley) в Каліфорнії, що славиться своїми виноградниками. Саме там, в місцевій школі, він отримав перші уроки акторської майстерності. Потім Чарлі навчався акторській професії в студії ACT у Сан-Франциско, академії мистецтв The American Conservatory Theater  і приватній студії The Imagined в Лос-Анджелесі. У 2012 році закінчив Університет Південної Каліфорнії. 
Чарлі Карвер має брата-близнюка Макс Карвера, з яким у нього різні дати народження: Чарлі з'явився на світ 31 липня, за 7 хвилин до народження Макса — 1 серпня.
Чарлі і Макс Карвери дебютували у 2008 році в телесеріалі каналу ABC «Відчайдушні домогосподарки» , зігравши синів персонажів Фелісіті Гаффман і Дага Саванта. Відомий також за серіалами «Гаваї 5-0» і «Залишені». Брати також знялися в ролях близнюків-перевертнів у фантастичному серіалі «Вовченя».
11 січня 2016 Чарлі Карвер здійснив камінг-аут як гей, опублікувавши замітку під назвою «Будь тією людиною, якої ти потребував, коли був молодшим» на своєму офіційному акаунті в Instagram.

## Фільмографія

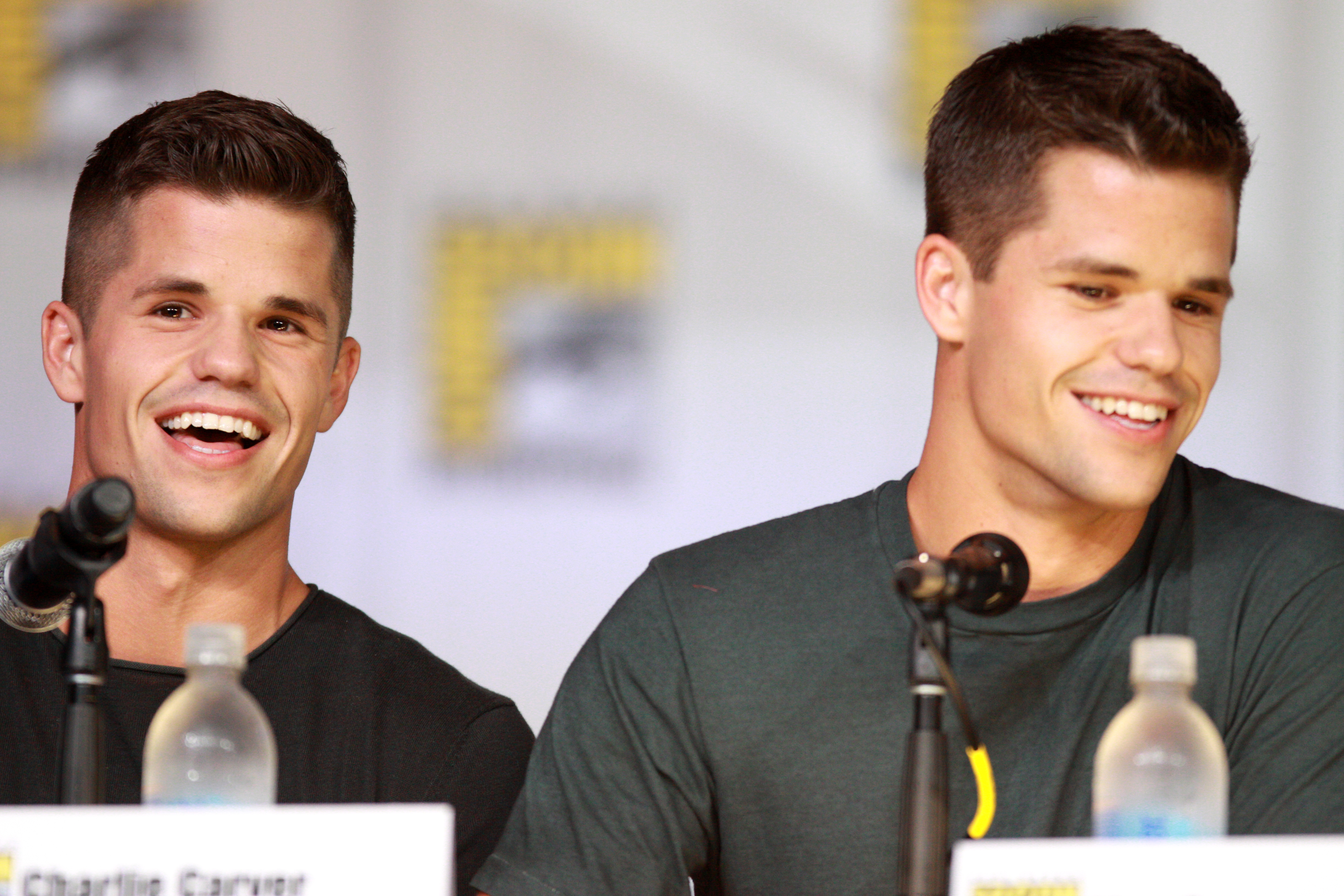
Чарлі Карвер і Макс Карвер (2013)

### Фільми
| Рік  |    | Українська назва | Оригінальна назва         | Роль                             |
| ---- | -- | ---------------- | ------------------------- | -------------------------------- |
| 2013 | ф  | Аутсайдери       | Underdogs                 | Джон Гендон III                  |
| 2014 | в  | Круті чуваки     | Bad Ass 2: Bad Asses      | Ерік                             |
| 2015 | ф  | Мене звуть Майкл | I Am Michael              | Тайлер                           |
| 2017 | ф  | Махач вчителів   | Fist Fight                | Натаніель                        |
| 2017 | ф  |                  | A Midsummer Night's Dream | Snout                            |
| 2018 | ф  |                  | In the Cloud              | Джуд                             |
| 2018 | кф |                  | Mr. Real Estate           | Френк Стентон                    |
| 2019 | кф |                  | Ben Platt: Bad Habit      | Хлопець 'Ease My Mind'           |
| 2019 | кф |                  | Ben Platt: Ease My Mind   | Хлопець 'Ease My Mind'           |
| 2020 | ф  | Хлопці в гурті   | The Boys in the Band      | Ковбой                           |
| 2022 | ф  | Бетмен           | The Batman                | охоронець клубу "Iceberg Lounge" |

### Телебачення
| Рік       |    | Українська назва                    | Оригінальна назва          | Роль           |
| --------- | -- | ----------------------------------- | -------------------------- | -------------- |
| 2004—2012 | с  | Відчайдушні домогосподарки          | Desperate Housewives       | Портер Скаво   |
| 2012      | тф | Фред у таборі                       | Camp Fred                  | Г'ю Томпсон    |
| 2013      | тф | Зухвалі діви                        | Restless Virgins           | Ділан          |
| 2013—2017 | с  | Вовченя                             | Teen Wolf                  | Ітан           |
| 2014      | с  | Залишені                            | The Leftovers              | Скотт Фрост    |
| 2014      | с  | Гаваї 5.0                           | Hawaii Five-0              | Тревіс Келоха  |
| 2015      | с  | Ліга                                | The League                 | Трофей Кевін   |
| 2017      | с  |                                     | When We Rise               | Майкл          |
| 2020      | с  | Сестра Ретчед                       | Ratched                    | Хак Фінніган   |
| 2022      | с  | Американська історія жаху: Нью-Йорк | American Horror Story: NYC | Адам Карпентер |
|           | с  |                                     | Blooms                     | Елліот Блум    |

## Визнання
| Рік                     | Категорія                     | Номінант                   | Результат |
| ----------------------- | ----------------------------- | -------------------------- | --------- |
| Гільдія кіноакторів США |                               |                            |           |
| 2009                    | Найкращий акторський ансамбль | Відчайдушні домогосподарки | Номінація |